# موچودی، بوتسوانا
موچودی (به انگلیسی: Mochudi) شهری در ناحیهٔ کگاتلنگ کشور بوتسوانا است که در سال ۲۰۰۰ میلادی ۳۹٬۳۴۹ نفر جمعیت داشته که از این تعداد، ۱۸٬۴۹۰ نفر مرد و ۲۰٬۸۵۹ نفر زن بوده‌اند.